# Gustaf Cederschiöld (sjukgymnast)
Gustaf Cederschiöld, född 13 oktober 1845 i Nora, död 1 maj 1923 i Stockholm, var en svensk sjukgymnast och massör.

## Biografi
Cederschiöld var 1869–1870 underlöjtnant vid Svea livgarde, förestod 1872–1879 med framgång ett av honom inrättat sjukgymnastiskt institut i Hannover och flyttade 1879 till Stockholm, där han 1888 erhöll professors titel. Sedan han med lyckat resultat behandlat storhertigen av Baden vid dennes besök i Stockholm, förmådde fursten honom att 1889 överflytta till Baden-Baden, varifrån han 1895 åter förlade sin verksamhet till Stockholm.
I sin massagebehandling, använde han företrädesvis svaga retningar och milda så kallade passiva rörelser. Han utvecklade flera lika originella som enkla metoder mot migrän (genom retning av nervus sympathicus på halsen) samt vissa öron- och ögonsjukdomar, mag- och tarmkatarr med mera. Han använde från 1886 en av honom uppfunnen metod att genom massage av slemhinnan (medelst en med batist omvirad silvertrådsögla) bota näs- och svalgkatarrer. Denna metod, som vann erkännande av utländska specialister, började han 1895 införa i Stockholms folkskolor. Han beskrev den i en uppsats i Allgemeine medicinische Central-Zeitung (1890). Han skrev vidare broschyrerna Über die schwedische Heilgymnastik (1877) och Über passive Bewegungen (1878) med mera.
Gustaf Cederschiöld var son till Fredrik August Cederschiöld i adelsätten Cederschiöld och Agnes Memsen. Han var far till Adèle Cederschiöld. Cederschiöld är begravd på Norra begravningsplatsen utanför Stockholm.